# The Fuzztones
I Fuzztones sono un gruppo musicale statunitense di genere garage rock revival, formatosi nel 1980 e da allora ancora in attività, caratterizzato da un'immagine ispirata al cinema horror come altri gruppi come The Cramps e Fleshtones. Il nome deriva dal fuzz tone, effetto di distorsione inventato nel 1962 e reso celebre dall'uso in (I Can't Get No) Satisfaction dei Rolling Stones.

## Storia
(Reverendo Lys)
Dopo il suo arrivo a New York ed una breve esperienza con i Tina Peel nel 1980, il cantante e chitarrista Rudi Protrudi, attivo musicalmente già negli anni sessanta, e la sua compagna e tastierista Deb O'Nair fondarono i Fuzztones. Il debutto avvenne il 19 settembre 1980 al Club 57 di New York. Nel 1984 pubblicarono il primo singolo Bad News Travels Fast e nel 1985 il primo album Lysergic Emanations (ABC Records) che venne seguito dal primo tour europeo del gruppo lo stesso anno.
Dopo la pubblicazione del primo album, il gruppo venne invitato dal gruppo punk rock inglese The Damned come ospite per il loro tour europeo; nel frattempo il primo album raggiunse il secondo posto nelle classifiche. Nel 1987, a seguito dello scioglimento del gruppo originale, Rudi Protrudi si trasferì a Los Angeles per riformare il gruppo; la nuova formazione ora includeva Jordan Tarlow (chitarra), John "Speediejohn" Carlucci (Basso), Jason Savall (Organo) e "Mad" Mike Czekaj alla batteria. Il secondo album, In Heat, venne pubblicato nel 1989.
Con l'ingresso in formazione di Jake Cavaliere (organo), Chris Harlock (basso) e Phil Arriagada (chitarra), il gruppo pubblicò altri due album: Braindrops (1991) e Monster A-Go-Go (1992) per poi sciogliersi nuovamente.
Nel 1993 Protrudi curò una compilation, Songs We Taught the Fuzztones, contenente versioni originali dei brani di cui il gruppo aveva fatto cover durante gli anni.
Dopo alcuni anni lontano dalle scene e la pubblicazione della compilation Flashbacks, il gruppo decise di riunirsi nel 1997.
Il 2001 vide il ritorno all'organo di Deb O'Nair; e nel 2003 la pubblicazione dell'album Salt for Zombies. Nel 2008 venne pubblicato l'album Horny as Hell seguito nel 2011 da Preaching to the Perverted; lo stesso anno il gruppo intraprese un tour in Europa di due mesi. Nel 2020 esce un nuovo album, NYC,  pubblicato dalla Cleopatra Records.

## Formazione

### Formazione attuale
- Rudi Protrudi – voce, chitarra elettrica, armonica
- Lana Loveland – organo, cori
- Marcello Salis – chitarra elettrica, cori
- Pablo Rodas – basso
- Marco Rivagli – batteria, cori

### Turnisti
- Nico Secondini – tastiera, cori

### Ex componenti
- Deb O'Nair – organo
- Elan Portnoy – chitarra elettrica
- Michael Jay – basso
- Ira Elliot – batteria
- John Carlucci – basso
- Jason Savall – organo
- Jordan Tarlow – chitarra elettrica
- Chris Harlock – basso
- Phil Arriagada – chitarra elettrica
- Jake Cavaliere – organo
- John DeVille – chitarra elettrica
- Andrea Kusten – batteria
- Keko Sauro – batteria
- Gabriel Hammond – basso
- Roger Ward – batteria
- Fez Wrecker – basso
- Ramiro Nieto – batteria
- Vince Dante (Bernard Yin) – chitarra elettrica

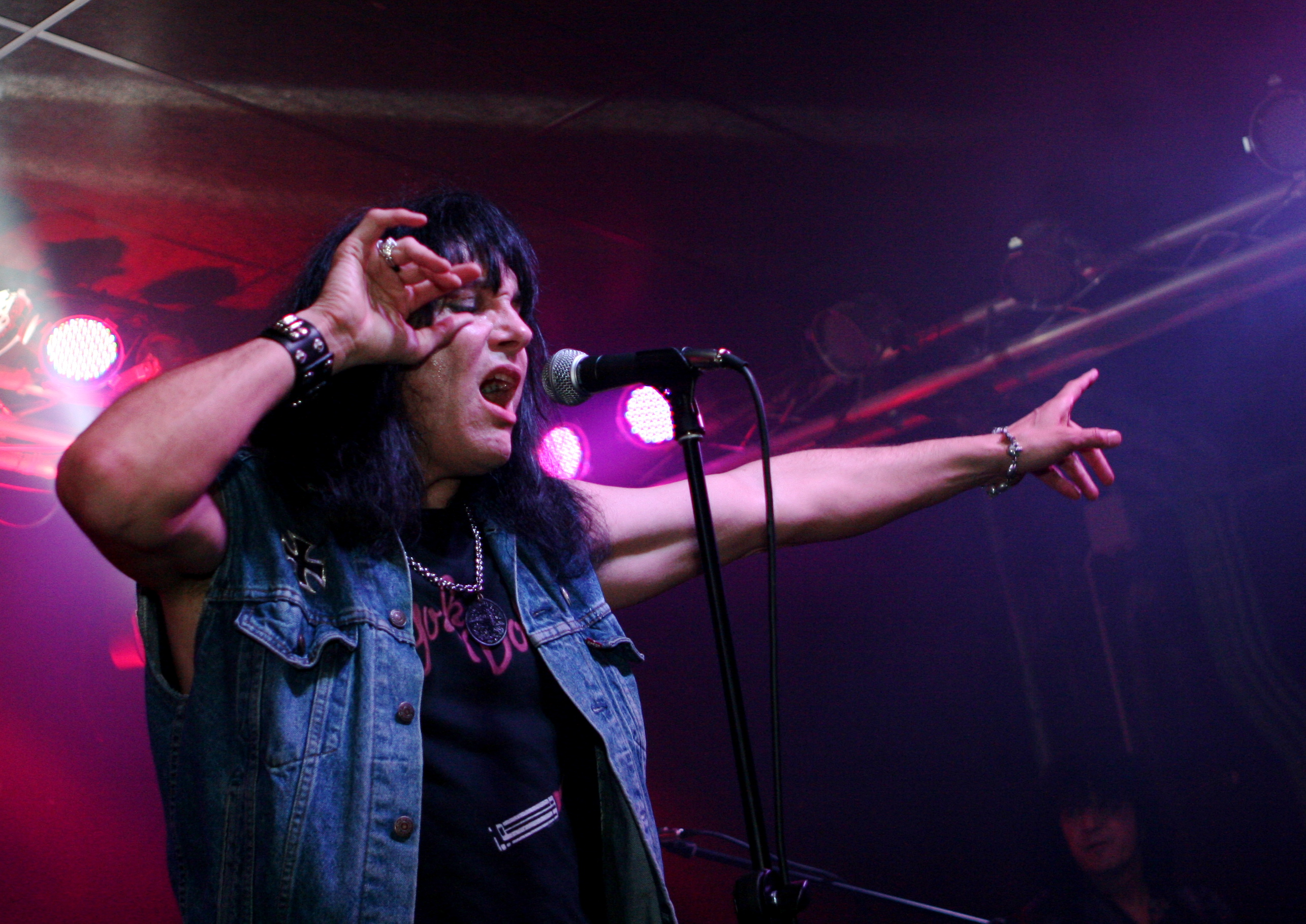
Rudi Protrudi con i Fuzztones a Barcellona

- Lenny Svilar – chitarra elettrica
- Oliver Pilsner – basso
- Rob Louwers – batteria
- David Thorpe – basso
- Rodrigo Palavicino – chitarra
- Eric Geevers – basso

## Discografia

### Album in studio
- 1985 – Lysergic Emanations
- 1989 – In Heat
- 1991 – Braindrops
- 1992 – Monster A-Go-Go
- 2003 – Salt for Zombies
- 2008 – Horny as Hell
- 2011 – Preaching to the Perverted
- 2020 – NYC

### Album dal vivo
- 1984 – LIVE (Screamin' Jay Hawkins con i Fuzztones)
- 1984 – Leave Your Mind at Home
- 1986 – Lysergic Love/Lovely Sort of Death (bootleg live album)
- 1987 – Live in Europe!
- 1989 – In Heat Tour
- 1994 – Lysergic Ejaculations - Live in Europe '91
- 2001 – Live in Tel Aviv!
- 2003 – Return Of The Psychedelic Zombies
- 2016 –  Alive And Deadly
- 2017 –  Gonn Primitive! With Craig Moore
- 2023 – Live at the Dive '85

### Singoli
- 1984 – Bad News Travels Fast
- 1986 – She's Wicked
- 1986 – 1-2-5
- 1987 – Gloria
- 1988 – Nine Months Later
- 1989 – Hurt on Hold
- 1990 – Action Speaks Louder than Words
- 1992 – Romilar D
- 1994 – Face of Time/My Brother the Man
- 1998 – People in Me (feat. Sean Bonniwell)
- 1998 – One Girl Man
- 2001 – Help, Murder, Police
- 2002 – Idol Chatter/A Wristwatch Band
- 2002 – Hallucination Generation
- 2005 – Lord Have Mercy On My Soul
- 2020 – Strychnine / She's Wicked
- 2022 – Born to Be Wild (feat. AnnMargret)
- 2023 – I Put a Spell on You / What God Is It (feat. Screamin' Jay Hawkins)

### Raccolte
- 1989 – Creatures That Time Forgot
- 1993 – Teen Trash Vol. 4
- 1996 – Flashbacks
- 2003 – Raw Heat: The "In Heat" Demos
- 2005 – LSD 25: 25 Years of Fuzz and Fury (CD+DVD)
- 2006 – Boom (album tributo ai The Sonics)
- 2009 – Lysergic Legacy - The Very Best Of
- 2012 – Snake Oil
- 2015 – Psychorama
- 2016 – Dark Zone
- 2022 –  Encore
- 2024 – Friends & Fiends

### Altre pubblicazioni
- 1993 – Songs We Taught the Fuzztones
- 2005 – Illegitimate Spawn vol.1 - The Fuzztones Tribute Album
- 2009 – Illegitimate Spawn vol. 2 - The Fuzztones Tribute Album
- 2013 – In Fuzz We Trust - 60's Psych And Garage Legends Salute The Fuzztones
- 2019 – Summer Bash 2019